# District de Vĩnh Hưng
Vĩnh Hưng est un district de la province de Long An dans la delta du Mékong au sud du Viêt Nam. 

## Géographie
La superficie de Vĩnh Hưng est de 382 km2. 
Le chef lieu du district est Vĩnh Hưng.